# Szaks
Szaks – w tradycji okultystycznej, czterdziesty czwarty duch Goecji. Znany również pod imionami Szaz, Szass, Shax, Chax, Shan, Shass, Shaz, Skoks i Scox. By go przywołać i podporządkować, potrzebna jest jego pieczęć, która według Goecji powinna być zrobiona ze srebra.
Jest wielkim markizem, a według Dictionnaire Infernal i księciem piekła. Rozporządza 30 legionami duchów.
Na rozkaz przyzywającego odbiera słuch, wzrok i rozsądek wskazanej osobie. Kradnie pieniądze z bogatych domów i zwraca je, gdy ma taki rozkaz po upływie 1200 lat. Porywa konie i inne wskazane przez egzorcystę rzeczy. Jednak by demon stał się posłuszny i prawdomówny (bardzo lubi kłamać) trzeba go zamknąć w magicznym trójkącie. Potrafi znaleźć ukryte rzeczy ale tylko te, które nie są strzeżone przez złośliwe duchy. Lubi opowiadać o rzeczach nadprzyrodzonych. Czasami sprowadza przyjazne duchy opiekuńcze.
Wezwany, ukazuje się pod postacią bociana. Posługuje się głosem ochrypłym i nieprzyjemnym, a zarazem delikatnym.

## W kulturze masowej
- Pojawia się w serialu Czarodziejki jako demon Shax.